# Jan Pauwel Gillemans il Vecchio
Jan Pauwel Gillemans detto il Vecchio (Anversa, 1618 – Anversa, 1675) è stato un pittore fiammingo.

## Biografia

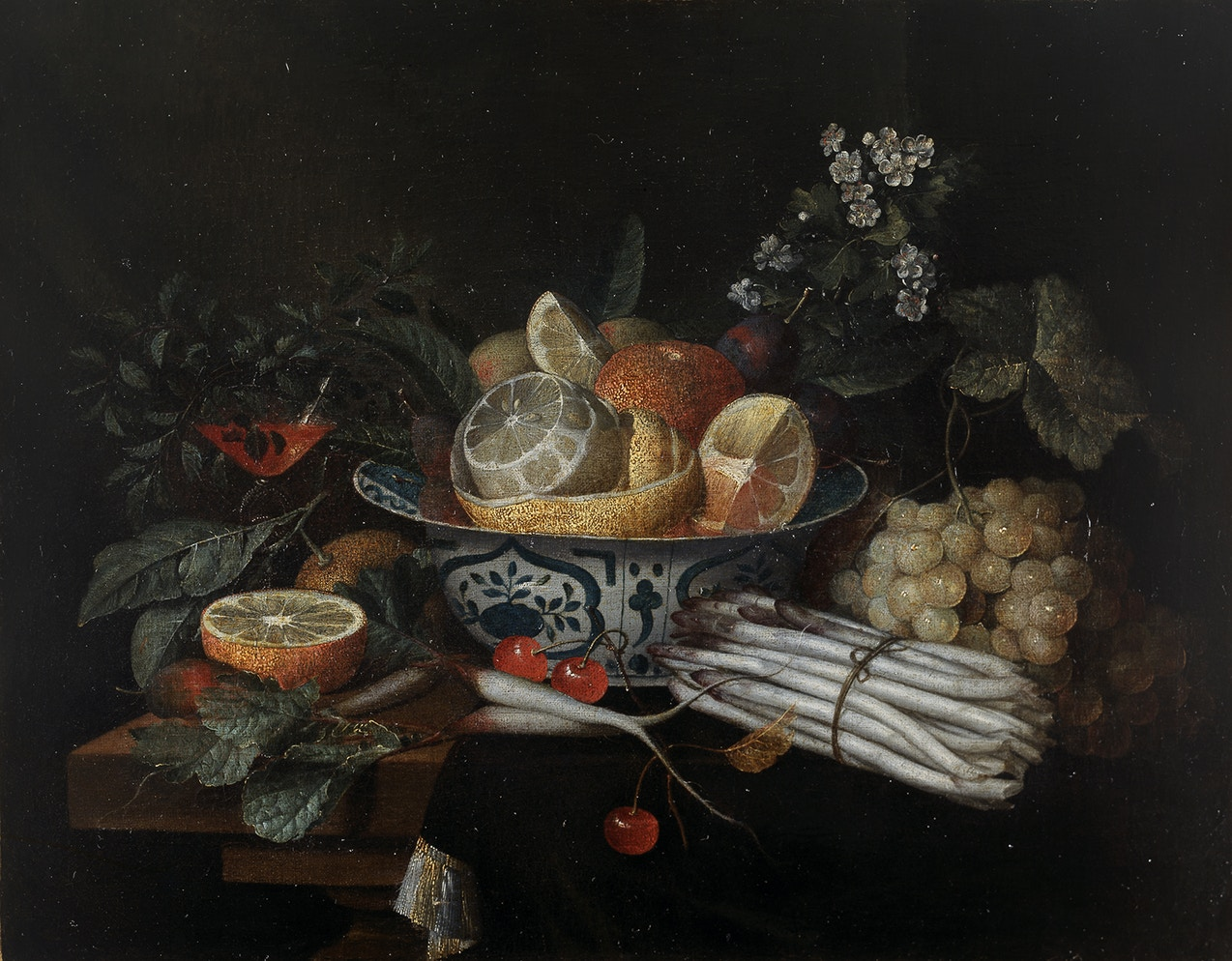
Natura morta con frutta e fiori, Museo di belle arti (Gand)

Proveniente da una famiglia di orafi, entrò nella bottega di un suo parente pittore a Liegi. Maestro ad Anversa nel 1648, anno in cui si sposò; praticò sia l'oreficeria che la pittura, specializzandosi soprattutto in nature morte.
I suoi dipinti di fiori e frutta, in genere di piccolo formato, si ispirano a quelli di Jan Davidsz de Heem. Sono spesso firmati e datati, soprattutto tra il 1652 e il 1665, e sono caratterizzati da una composizione spesso sovraccarica, un modellato poco pronunciato e con un colore opaco. Un esempio tipico è il suo Gamberi, ostriche e frutta del 1662, ora nei Museo reale delle belle arti del Belgio di Bruxelles. Altre sue nature morte si trovano a Bruxelles, a Bamberga e a Londra.
Anche il figlio Jan Pauwel Gillemans il Giovane fu suo allievo e divenne un rinomato pittore. Un altro suo allievo fu Jan Frans van Son, il figlio di Joris van Son.